# A munkásosztály helyzete Angliában
Friedrich Engels A munkásosztály helyzete Angliában című könyve első angliai tartózkodása (1842. november 29. – 1844. augusztus 26.) során szerzett személyes tapasztalatai hatására született. Engels művét 1844 november közepe és 1845 március közepe között írta Barmenban, első kiadása 1845-ben jelent meg Lipcsében, német nyelven. Korábban Anglia szociális történetét akarta megírni egy nagyobb munkában, de felismerte, hogy a téma fontossága önálló kifejtést igényel.

## A munkásosztály helyzete Angliában

### Bevezetés
Bemutatja az angol ipari forradalom előtti és utáni munkástársadalmat, találmányok hogy változtatták át a termelést, tüntettek el mesterségeket.

## Jelentősége
„A »Kommunista kiáltvány« előtt a legolvasottabb szocialista könyv lett Németországban, s nagy szerepe volt az 1848-as forradalom előtt a kommunista propagandában és a német proletariátus tudatának alakulásában.”

### Lenin értékelése
Lenin 1896-os Engels nekrológjában a következőképpen értékelte a könyv érdemeit:

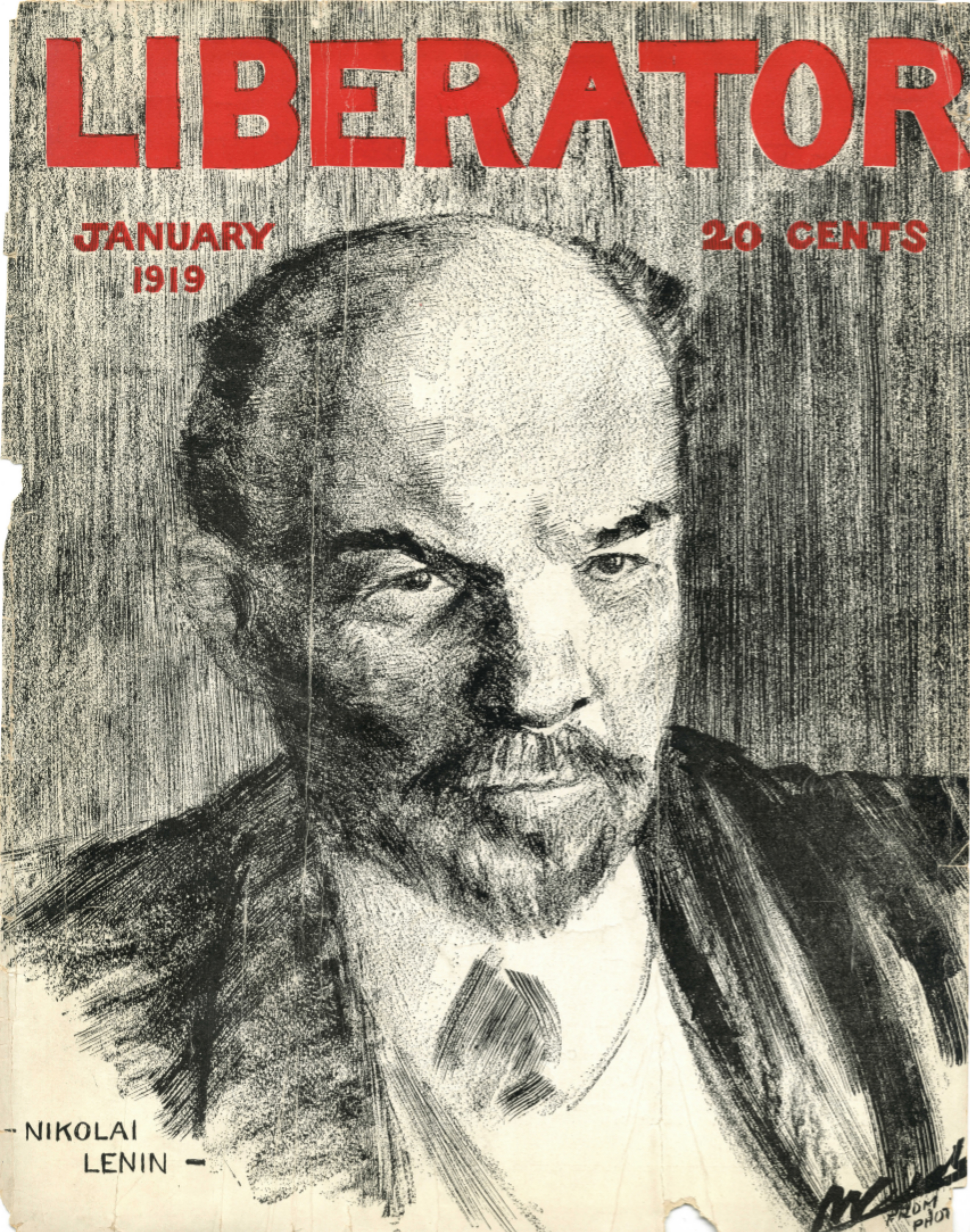
Lenin portréja a The Liberator címlapján (1919)

Engels előtt igen sokan leírták a proletariátus szenvedéseit és rámutattak arra, hogy a proletariátuson segíteni kell. Engels volt az első, aki megmondta, hogy a proletariátus nemcsak szenvedő osztály; hogy a proletariátust éppen gyalázatos gazdasági helyzete feltartóztathatatlanul előre taszítja és rákényszeríti arra, hogy harcoljon végleges felszabadulásáért. A harcoló proletariátus pedig maga fog segíteni magán. A munkásosztály politikai mozgalma elkerülhetetlen eljuttatja a munkásokat ahhoz a felismeréshez, hogy a szocializmuson kívül nincs számukra kivezető út. Másfelől a szocializmus csak akkor lesz majd erővé, ha a munkásosztály politikai harcának céljává válik. Ezek az alapgondolatai annak a könyvnek, melyet Engels az angol munkásosztály helyzetéről írt, s amelyeket most az egész gondolkodó és harcoló proletariátus magáévá tett, de amelyek akkoriban teljesen újak voltak. Ezeket a gondolatokat fejtette ki Engels a magával ragadó stílusban megírt, az angol proletariátus nyomorának hiteles és megrázó leírásával teli könyvben. Ez a könyv borzalmas vádirat volt a kapitalizmus és a burzsoázia ellen. Igen nagy hatást keltett. Mindenütt kezdtek hivatkozni Engels könyvére mint a modern proletariátus helyzetének legjobb leírására. És valóban, sem 1845 előtt, sem később nem jelent meg a munkásosztály nyomorának egyetlen ilyen élethű és pontos ábrázolása sem.

## Magyarul
- A munkásosztály helyzete Angliában; ford. Bólyai Ernő; Szikra, Bp., 1954
- A munkásosztály helyzete Angliában. Forrásértékű egykorú illusztrációkkal; képvál., jegyz. Kovács M. Mária; Magyar Helikon, Bp., 1980

## Külső hivatkozások
- Friedrich Engels: The Condition of the Working-Class in England in 1844 (angol nyelven). Project Gutenberg. (Hozzáférés: 2012. szeptember 23.)